# Hughes Township (comté de Nodaway, Missouri)
Hughes Township est un township, situé dans le comté de Nodaway, dans le Missouri, aux États-Unis,.
Le township est fondé en 1845 et baptisé en référence au général Andrew S. Hughes, un pionnier.

### Source de la traduction
- (en) Cet article est partiellement ou en totalité issu de l’article de Wikipédia en anglais intitulé « Hughes Township, Nodaway County, Missouri » (voir la liste des auteurs).